# Landkreis Hohenstadt

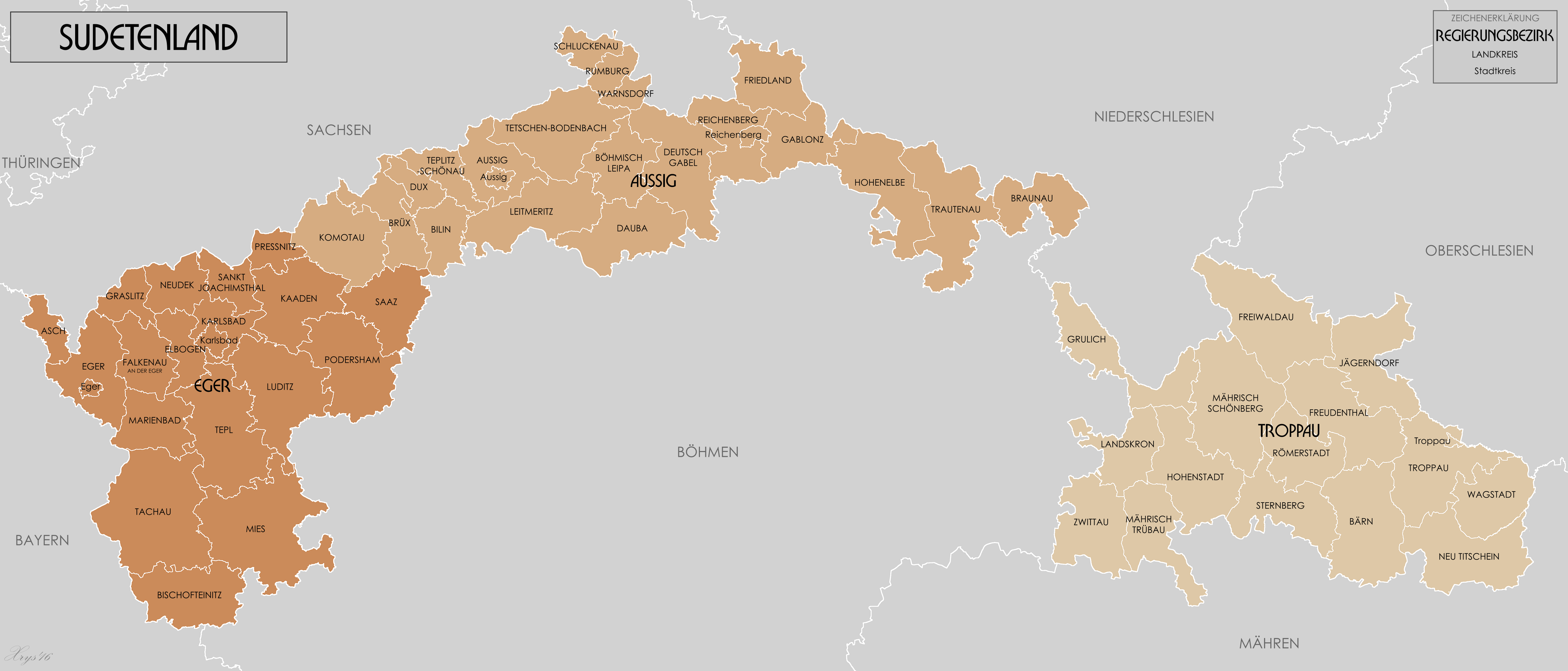
Verwaltungskarte des Reichsgaus Sudetenland

Der Landkreis Hohenstadt war ein deutscher Landkreis im Sudetenland in der Zeit des Nationalsozialismus. Er bestand in der Zeit zwischen 1938 und 1945. Er umfasste am 1. Januar 1945 vier Städte und 84 weitere Gemeinden.
Das Gebiet des Landkreises Hohenstadt hatte am 1. Dezember 1930 62.169 Einwohner, am 17. Mai 1939 60.314 Einwohner und am 22. Mai 1947 42.990 Einwohner.

## Verwaltungsgeschichte

### Tschechoslowakei / Deutsche Besatzung
Vor dem Münchner Abkommen vom 29. September 1938 gehörte der politische Bezirk Zábřeh zur Tschechoslowakei. In der Zeit vom 1. bis 10. Oktober 1938 besetzten deutsche Truppen das Sudetenland. Der politische Bezirk Hohenstadt umfasste die Gerichtsbezirke Hohenstadt, Müglitz und Schildberg.
Der politische Bezirk Zábřeh trug fortan die frühere deutsch-österreichische Bezeichnung Hohenstadt. Der südliche Teil um die tschechisch besiedelte Stadt Loschitz wurde abgetrennt und verblieb bei der Tschechoslowakei, die Gebiete dem Bezirk Litovel anschloss. Seit dem 20. November 1938 führte der politische Bezirk Hohenstadt die Bezeichnung „Landkreis“. Er unterstand bis zu diesem Tage dem Oberbefehlshaber des Heeres, Generaloberst Walther von Brauchitsch, als Militärverwaltungschef.

### Deutsches Reich

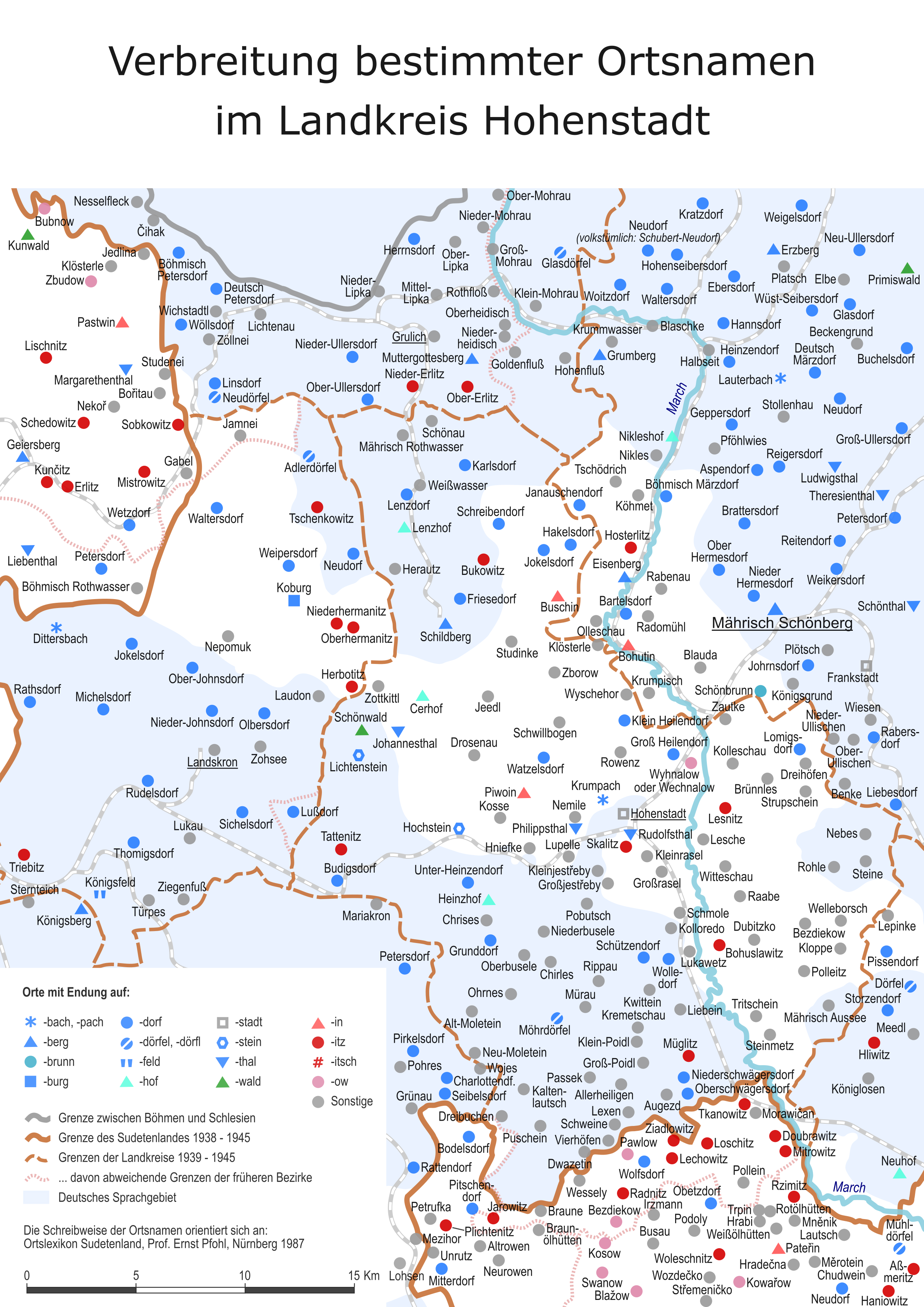
Die deutschen Ortsnamen im Landkreis Hohenstadt und seinem Umland

Am 21. November wurde das Gebiet des Landkreises Hohenstadt förmlich in das Deutsche Reich eingegliedert und kam zum Verwaltungsbezirk der Sudetendeutschen Gebiete unter dem Reichskommissar Konrad Henlein. Sitz der Kreisverwaltung wurde die Stadt Hohenstadt.
Der Landkreis Hohenstadt zählte im Deutschen Reich zu den Landkreisen mit dem höchsten Anteil tschechischer Einwohner. Etwa 56 v. H. der kreisangehörigen Gemeinden waren mehrheitlich von Tschechen bewohnt. Deutsch besiedelt waren vor allem die Städte Hohenstadt, Müglitz und Schildberg, außerdem die Gebiete nördlich von Schildberg sowie nördlich und westlich von Müglitz. In Rowenz, dessen Einwohnerschaft 1930 zu über 99 % aus Tschechen bestand, erhielten bei der sudetendeutschen Ergänzungswahl zum nationalsozialistischen Reichstag am 4. Dezember 1938 die NSDAP-Kandidaten 90 % der Stimmen. Der Widerstand erfolgte nicht öffentlich, sondern im Untergrund. Viele der ins Deutsche Reich einbürgerten Tschechen schlossen sich der Widerstandsbewegung gegen die Nationalsozialisten an.
Ab dem 15. April 1939 galt das Gesetz über den Aufbau der Verwaltung im Reichsgau Sudetenland (Sudetengaugesetz). Danach trat der Landkreis Hohenstadt zum Reichsgau Sudetenland und wurde dem neuen Regierungsbezirk Troppau zugeteilt. Zum 1. Mai 1939 wurde eine Neugliederung der teilweise zerschnittenen Kreise im Sudetenland verfügt. Danach blieb der Landkreis Hohenstadt in seinen bisherigen Grenzen erhalten mit Ausnahme der Gemeinde Lußdorf. Diese wechselte zum Landkreis Landskron.
Bei diesem Zustand blieb es bis zum Ende des Zweiten Weltkriegs. Zu dieser Zeit galt der Landkreis als Zentrum der Partisanenbewegung innerhalb des Deutschen Reiches.
Seit 1945 gehörte das Gebiet wieder zur Tschechoslowakei. Heute ist es ein Teil der Tschechischen Republik.

## Landräte

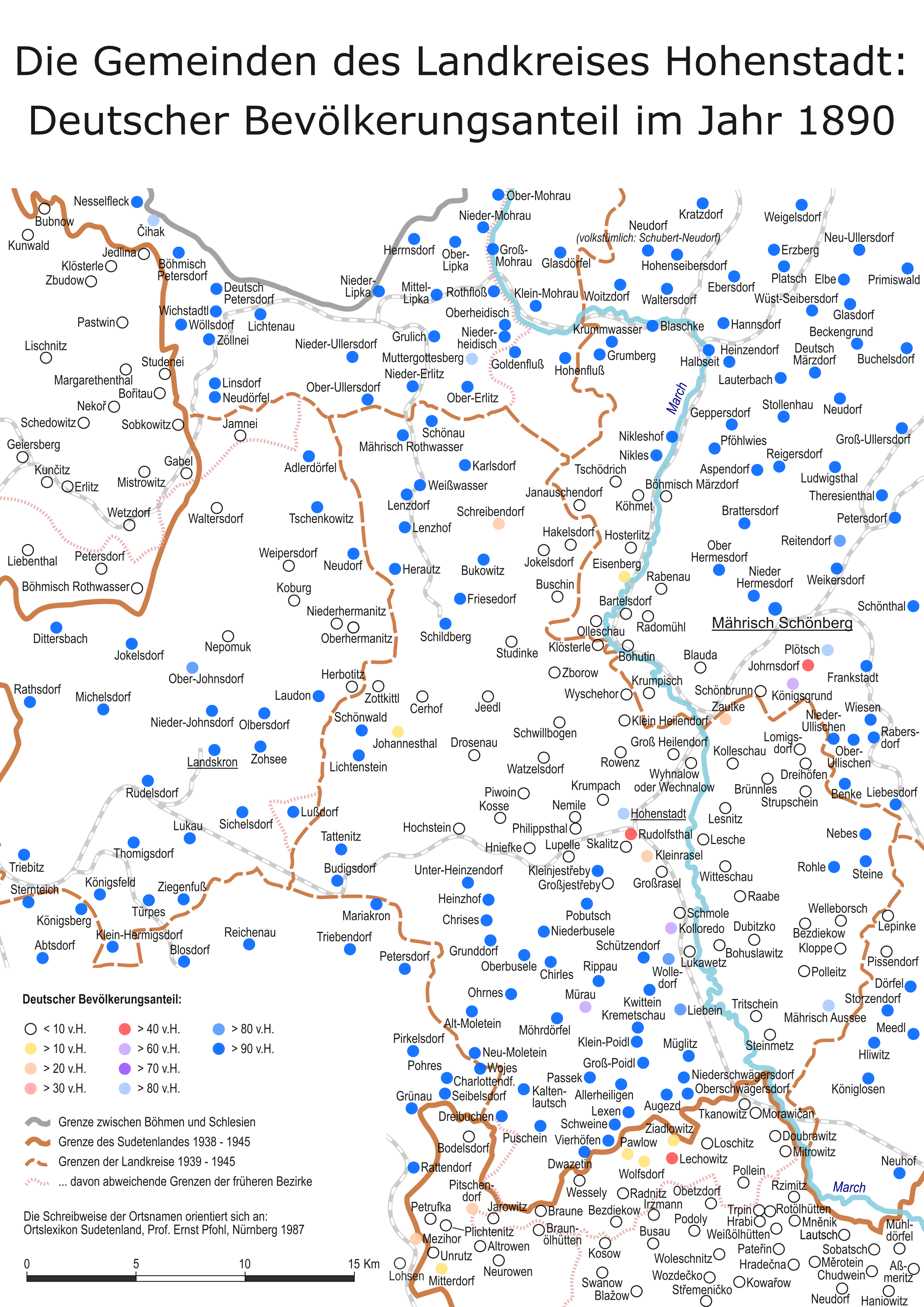
Deutscher Bevölkerungsanteil in den Gemeinden des Landkreises Hohenstadt

1938–1945: Gerhard Hotop

## Kommunalverfassung
Bereits am Tag vor der förmlichen Eingliederung in das Deutsche Reich, nämlich am 20. November 1938, wurden alle Gemeinden der Deutschen Gemeindeordnung vom 30. Januar 1935 unterstellt, welche die Durchsetzung des Führerprinzips auf Gemeindeebene vorsah. Es galten fortan die im bisherigen Reichsgebiet üblichen Bezeichnungen, nämlich statt:
- Ortsgemeinde: Gemeinde,
- Marktgemeinde: Markt,
- Stadtgemeinde: Stadt,
- Politischer Bezirk: Landkreis.

## Ortsnamen
Es galten im Wesentlichen die bisherigen Ortsnamen in der deutsch-österreichischen Fassung von 1918 weiter. Die Gemeinde Wyschehor erhielt 1940 den germanisierten Namen Hochberg.

## Städte und Gemeinden
(Einwohner 1930/1939)

### Städte
1. Hohenstadt (4.827/6.554)
2. Mährisch Aussee (1.493/1.420)
3. Müglitz (4.574/4.325)
4. Schildberg (1.567/1.366)

### Gemeinden
1. Allerheiligen (193/172)
2. Alt Moletein (1.012/931)
3. Augezd (399/424)
4. Bezdiek (169/171)
5. Bohuslawitz (551/564)
6. Brünnles (819/819)
7. Budigsdorf (561/504)
8. Buschin (679/671)
9. Cerhof (394/409)
10. Chirles (437/405)
11. Chrises (362/360)
12. Drosenau (679/704)
13. Dubitzko (983/1.030)
14. Friesedorf (341/325)
15. Friesehof (148/125)
16. Großheilendorf (1.975/1.833)
17. Groß Jestreby (651/631)
18. Groß Poidl (426/376)
19. Großrasel (613/588)
20. Hakelsdorf (171/184)
21. Heinzhof (120/119)
22. Herautz (575/552)
23. Hniefke (441/396)
24. Hochstein (423/386)
25. Janoslawitz (427/471)
26. Jeedl (1.180/1.141)
27. Jokelsdorf (524/554)
28. Kaltenlautsch (608/580)
29. Kleinheilendorf (404/402)
30. Kleinrasel (630/630)
31. Klösterle (232/285)
32. Kloppe (496/454)
33. Kolleschau (484/543)
34. Kosse (526/515)
35. Kremetschau (281/247)
36. Kwittein (272/268)
37. Lenzhof (539/427)
38. Lesche (1.030/1.097)
39. Lesnitz (845/843)
40. Lexen (402/403)
41. Libein (311/286)
42. Lomigsdorf (807/700)
43. Lukawetz (386/372)
44. Lupelle (215/242)
45. Mährisch Karlsdorf (677/627)
46. Mährisch Rothwasser, Markt (2.526/2.326)
47. Mürau, Markt (1.016/725)
48. Nebes (381/391)
49. Nemile (341/361)
50. Neu Moletein (94/97)
51. Ohrnes (235/212)
52. Philippsthal (226/238)
53. Piwoin (247/216)
54. Pobutsch (392/393)
55. Polleitz (455/450)
56. Raabe (854/840)
57. Rippau (386/385)
58. Rohle (896/869)
59. Rowenz (746/787)
60. Rudolfsthal (566/478)
61. Schmole (938/965)
62. Schönau (564/535)
63. Schönwald (393/407)
64. Schreibendorf (1.516/1.521)
65. Schützendorf (315/302)
66. Schwägersdorf (312/268)
67. Schweine (355/282)
68. Schwilbogen (641/656)
69. Skalicka (546/510)
70. Steine (449/461)
71. Steinmetz (254/244)
72. Strupschein (196/204)
73. Studinke (656/726)
74. Tattenitz (1.364/1.203)
75. Tritschein (475/496)
76. Unter Heinzendorf (714/698)
77. Watzelsdorf (406/414)
78. Weißwasser (579/529)
79. Welleborsch (261/254)
80. Wolledorf (184/165)
81. Wyschehor (311/331)
82. Zautke (1.548/1.450)
83. Zborow (378/383)
84. Ziadlowitz, Schloß (9/?)
85. Zottkittl (1.141/1.121)